# Greta Almroth
Greta Almroth (15 d'abril de 1888 - 24 de juliol de 1981) va ser una actriu sueca de cinema mut. Va aparèixer a 31 pel·lícules entre 1912 i 1940.
Almroth va estudiar a l'escola de teatre d'Elin Svensson i va debutar a l'escenari el 1908. Va ser una de les primeres grans estrelles del cinema suec, apareixent en més de 30 pel·lícules. Després de Folket i Simlångsdalen el 1924, Almroth es va prendre una llarga pausa al cinema, va passar uns anys als Estats Units i després va recórrer els escenaris dels principals ciutats rurals amb Knut Lindroth. Era membre de l'associació de dones Nya Idun.
Està enterrada a Norra begravningsplatsen a Estocolm.

## Filmografia selecta
- Ett hemligt giftermål eller Bekännelsen på dödsbädden (1912)
- Blodets röst (1913)
- Dömen icke (1914)
- Högfjällets dotter (1914)
- Hjärtan som mötas (1914)
- Sonad skuld (1915)
- Havsgamar (1916)
- Tösen från Stormyrtorpet (1917)
- Hans nåds testamente (1919)
- Prästänkan (1920)
- Mästerman (1920)
- Folket i Simlångsdalen (1924)
- Havets melodi (1934)
- Goda vänner och trogna grannar (1938)
- Västkustens hjältar (1940)